# Latkes

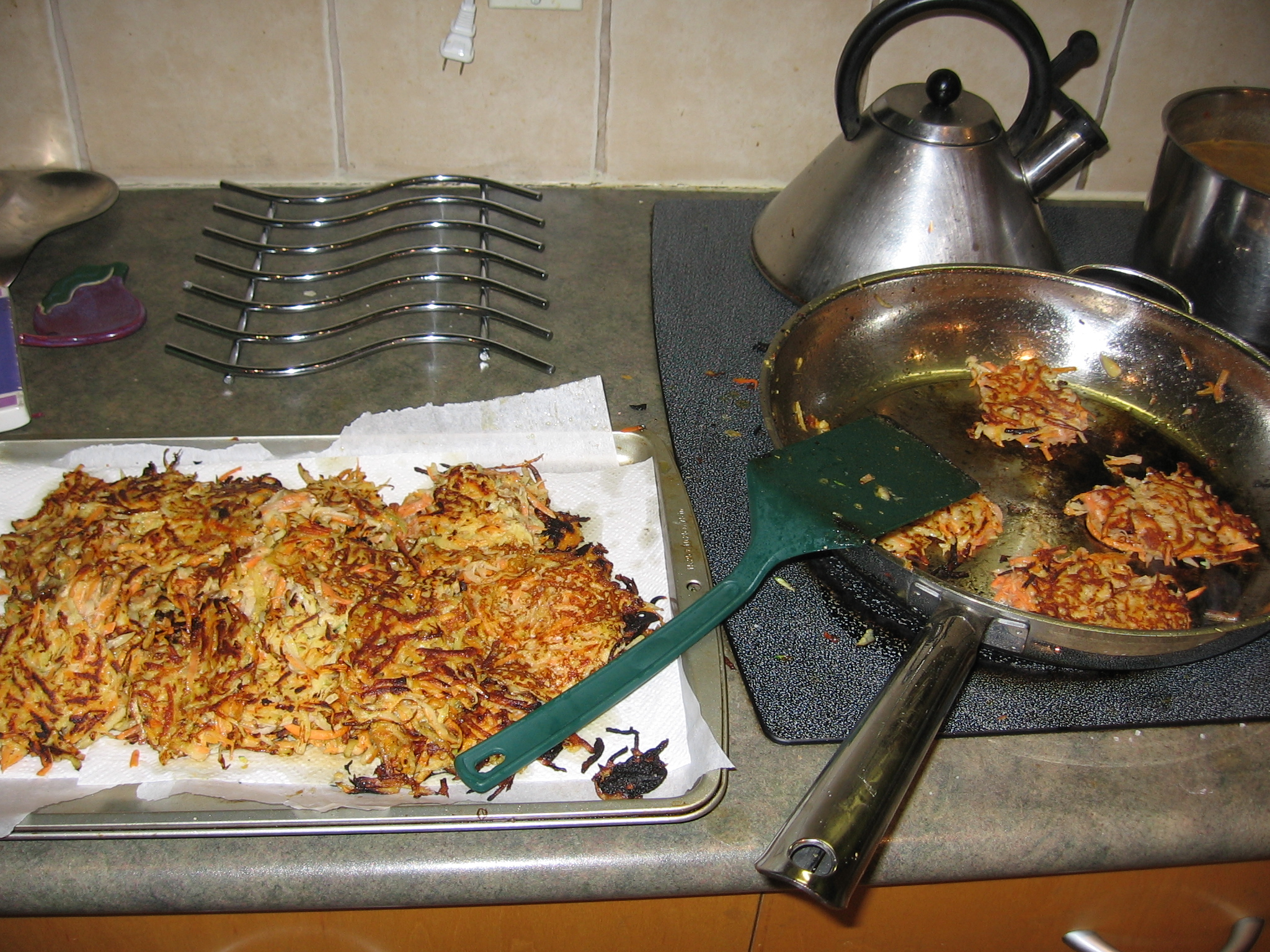
Latkes fritas

Em iídiche, latkes são panquecas de batata ralada, tradicionalmente servidas na festa judaica de chanucá. Os latkes têm origem europeia e são consumidas em comunidades judaicas asquenazes e em Israel, onde se chamam levivót.
A receita básica contém batata ralada, ovos e farinha de trigo, misturados e fritos em óleo vegetal. Podem ser servidas salgadas ou doces. A fritura em óleo vegetal é simbólica, pois na festa de chanucá é comemorado o milagre do pouco azeite que bastou para iluminar o templo de Jerusalém durante oito dias.
Em outras sociedades européias, há pratos parecidos, como a batata suíça (Rösti) e o Kartoffelpuffer alemão.